# Maurepas (Somme)
Maurepas település Franciaországban, Somme megyében. Lakosainak száma 223 fő (2022. január 1.). Maurepas Cléry-sur-Somme, Combles, Curlu, Ginchy, Guillemont, Hardecourt-aux-Bois, Hem-Monacu és Rancourt községekkel határos.

## Népesség
A település népességének változása:
| Lakosok száma | 197  | 193  | 194  | 197  | 204  | 211  | 215  | 219  | 223  |
|               | 2013 | 2015 | 2016 | 2017 | 2018 | 2019 | 2020 | 2021 | 2022 |